# Universidade Lusófona do Porto
De Universidade Lusófona do Porto is een particuliere universiteit in de Portugese stad Porto en is gesticht in 2005 en eigendom van de COFAC — Cooperativa de Formação e Animação Cultural. Er zijn vijf faculteiten:
- Faculdade de Ciências Económicas, Sociais e da Empresa (Faculteit Economie, Sociale Wetenschappen en Bedrijfskunde)
- Faculdade de Ciências Naturais, Engenharias e Tecnologias (Faculteit Natuurwetenschappen, Techniek en Technologie)
- Faculdade de Comunicação, Arquitectura, Artes e Tecnologias da Informação (Faculteit Communicatie, Architectuur, Kunst en Informatietechnologie)
- Faculdade de Direito (Faculteit Rechten)
- Faculdade de Psicologia, Educação Física e Desporto (Faculteit Psychologie, Lichamelijke Opvoeding en Sport)

Het hoofdgebouw is in het centrum.